# 天山鸢尾
天山鸢尾（学名：Iris loczyi）是鸢尾科鸢尾属的植物。分布在俄罗斯以及中国大陆的宁夏、四川、青海、新疆、甘肃、西藏、内蒙古等地，生长于海拔2,000米的地区，多生长在高山向阳草地，目前尚未由人工引种栽培。